# مطالعات رومی

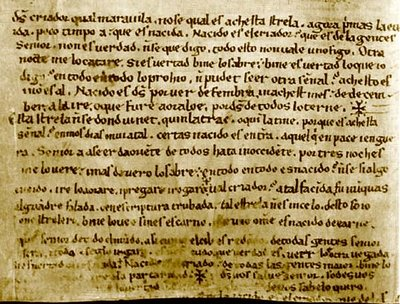

مطالعات زبان‌های رومی (انگلیسی: Romance studies) یا روم‌شناسی (به آلمانی: Romanistik) یک رشته تحصیلی دانشگاهی است که مطالعه زبان‌ها، ادبیات، و فرهنگ مناطقی را که زبان آن‌ها یکی از زبان‌های رومی است، بررسی می‌کند.
بخش مطالعات رومی در دانشگاه‌ها معمولاً شامل پژوهش بر روی زبان‌های اسپانیایی، فرانسوی، ایتالیایی، و پرتغالی می‌شود. مطالعات تکمیلی این رشته از یک‌سو به زبان‌های رومانیایی  و کاتالان و از سوی دیگر به فرهنگ، تاریخ و سیاست کشورها و مناطق مرتبط می‌پردازد.
از آنجایی که ساکنان بیشتر مناطق آمریکای لاتین به زبان‌های رومی صحبت می‌کنند، آمریکای لاتین نیز در بخش مطالعات رومی دانشگاه‌ها بررسی و مطالعه می‌شود. در نتیجه، زبان‌های غیررومی مورد استفاده در آمریکای لاتین مانند زبان کچوا نیز گاهی نیز در بخش مطالعات رومی تدریس می‌شوند.
بخش مطالعات رومی با بخش‌های مطالعه جداگانه هر یک از زبان‌های رومی که در دانشگاه‌ها وجود دارد (مانند ایتالیایی‌شناسی، اسپانیایی‌شناسی و غیره) متفاوت است و نگاهی جمعی به کلیه این زبان‌ها و فرهنگ‌ها دارد.